# Croix du World Trade Center

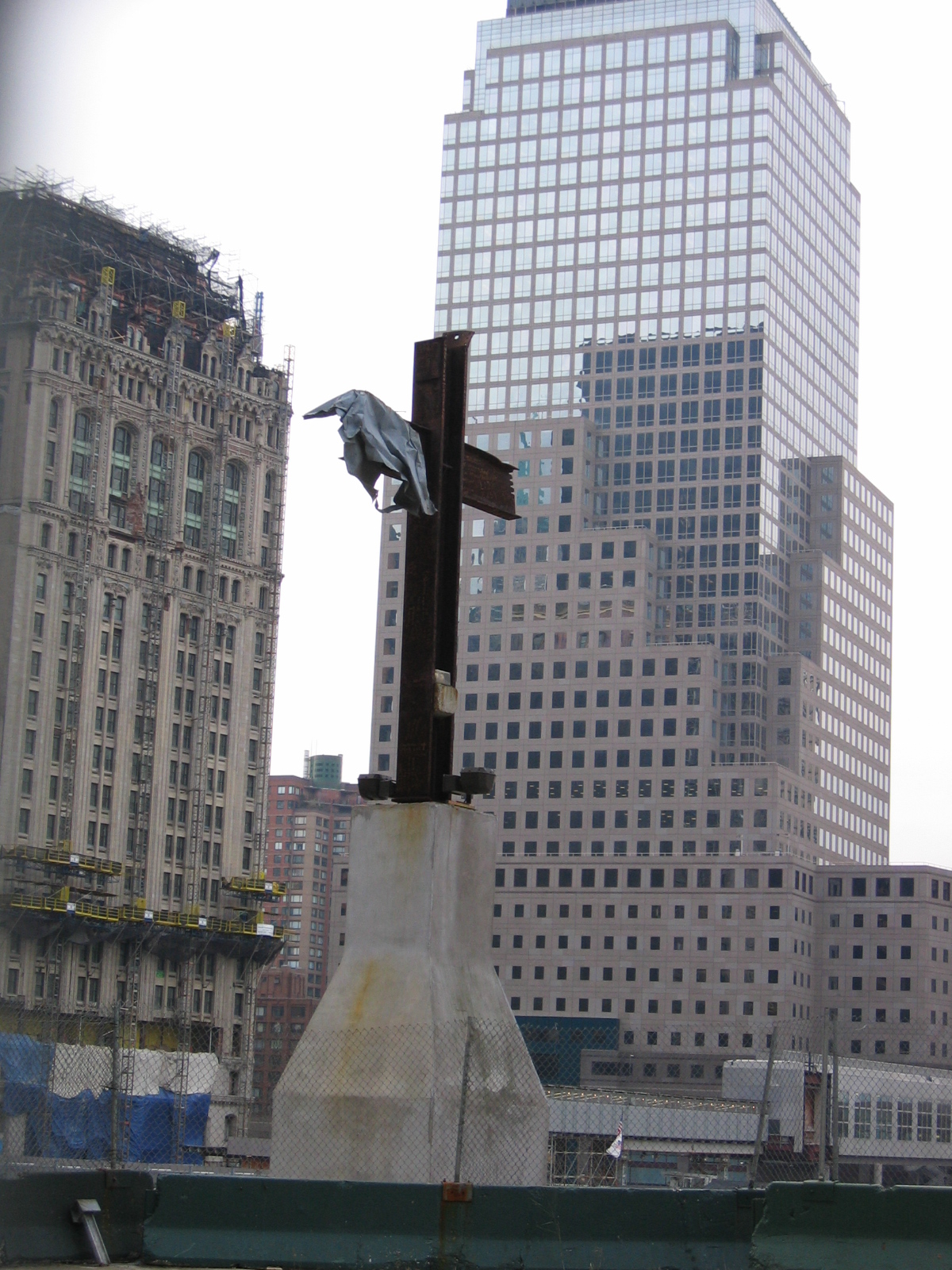
La croix installée sur un piédestal à Ground Zero (2003)

La croix du World Trade Center, également connue sous le nom de croix Ground Zero, est une formation de poutres en acier trouvées parmi les débris du site du World Trade Center à Lower Manhattan, New York, à la suite des attentats du 11 septembre 2001. Cet ensemble de poutres est ainsi nommé parce qu'il s'apparente à une croix chrétienne. Elle a été perçue comme un message d'espoir et est exposée au Mémorial du 11 septembre depuis 2014.

## Contexte

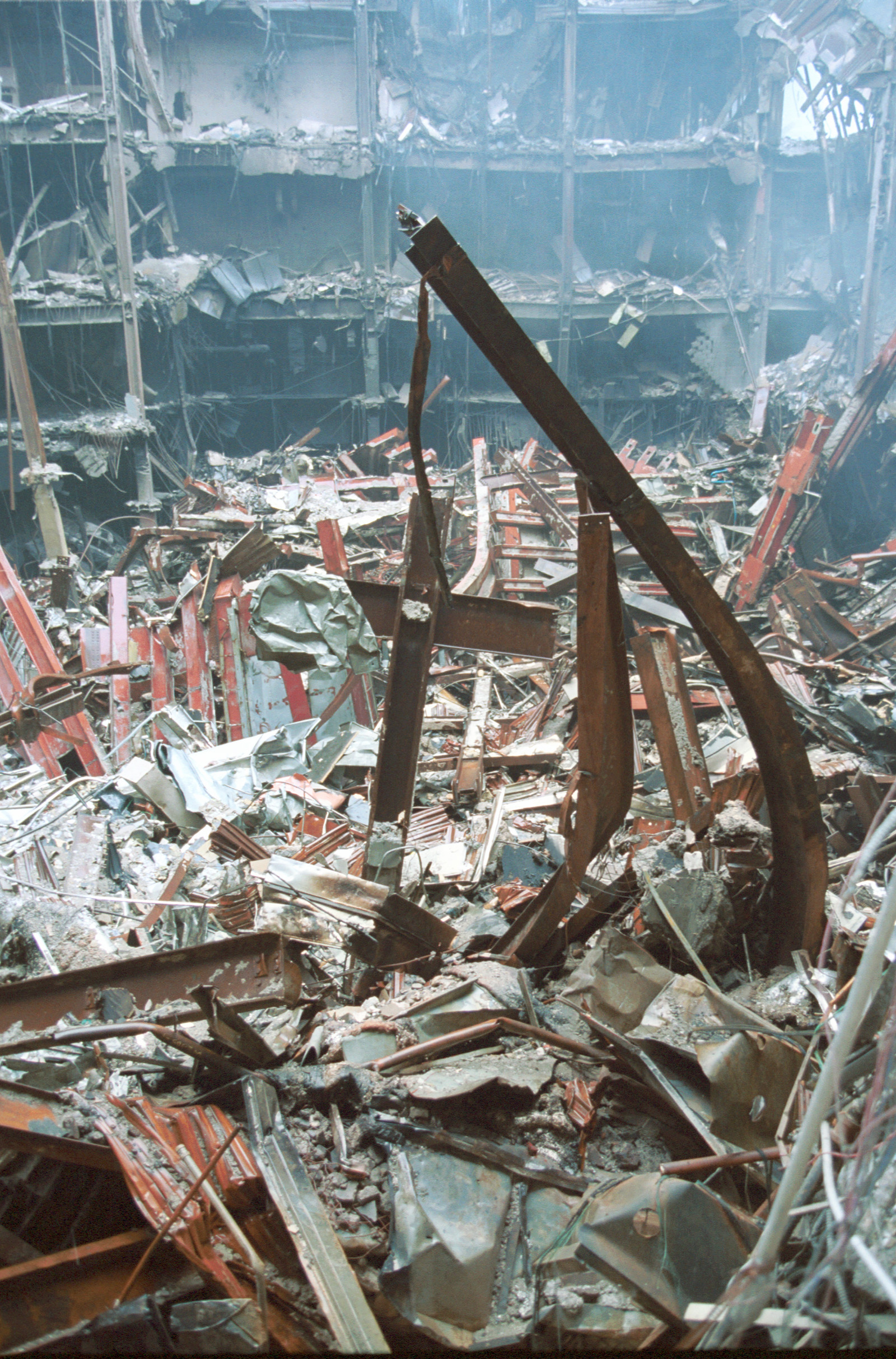
La Croix après le 11 septembre.

Le World Trade Center est un ensemble immobilier construit avec la méthode américaine : l'ensemble de l'édifice est construit en acier, cœur compris . À la suite des attaques terroristes, une opération massive a été lancée pour nettoyer le site et tenter de trouver des survivants parmi les décombres. Le 13 septembre 2001, un ouvrier du site nommé Frank Silecchia a découvert une croix de 20 pieds (6,1 m)  de haut formé de deux poutres d'acier parmi les débris du 6 World Trade Center . Ces débris proviendraient de la tour Nord . La croix sert rapidement de sanctuaire, de lieu de recueillement et de prière . Cependant, devant la tâche colossale de terrassement, la croix est au fil du temps devenue une contrainte technique et gêne l'avancement du chantier. La croix a été ainsi été érigée sur un piédestal le 4 octobre sur une partie de l'ancienne place sur Church Street près de Liberty, à la demande des ouvriers et avec approbation du bureau du maire de New York, Rudy Giuliani. Elle a continué à demeurer un sanctuaire et devient à ce moment-là une attraction touristique .

## Récupération et muséification
La croix est restée pendant la reconstruction. En 2004, lors du dépôt des premiers plans du projet de réaménagement du site, l'Autorité portuaire de New York et du New Jersey a indiqué que pendant la reconstruction du World Trade Centre « les restes supplémentaires » du World Trade Center d'origine peuvent nécessiter l'enlèvement et le stockage . La croix a finalement été déplacée vers cette église le 5 octobre 2006, portant une plaque qui dit « La croix à Ground Zero – Fondée le 13 septembre, 2001; béni le 4 octobre 2001; temporairement déplacée le 5 octobre 2006. Retournera au musée WTC, un signe de réconfort pour tous. » Le père Brian Jordan (OFM), prêtre franciscain, essaie de préserver la croix depuis avril 2006 . L'église Saint-Pierre, qui fait face au site du World Trade Center, a été proposée comme lieu temporaire de réinstallation pendant la construction du nouveau World Trade Center .
Le 23 juillet 2011, la croix a été bénie par le P. Jordan au cours d'une courte cérémonie avant d'être descendue dans le Mémorial du 11 septembre .

## Religion, vie publique et symbolique
Cette pseudo croix chrétienne possède une forte symbolique. Le père Jordan a ainsi déclaré qu'il s'agissait d'un « symbole d'espoir (...) [un] symbole de foi (...) [un] symbole de guérison ». Un pasteur Luthérien sur le site dit que lorsqu'une famille d'un homme qui est mort dans les attaques est venue au sanctuaire de la croix et y a laissé des effets personnels, « C'était comme si la croix prenait en charge le chagrin et la perte. Je n'ai jamais autant ressenti Jésus. » 
L'utilisation potentielle de la croix dans le Mémorial du 11 septembre a été controversée. Des familles de certaines victimes chrétiennes souhaitent que la croix soit incluse . D'autres organisations sont en désaccord, notamment les athées américains, qui ont déposé le procès relatif à cette question. Mark Alcott, l'avocat du Mémorial du 11 septembre à la World Trade Center Foundation, qui a combattu le procès contre les athées américains, a déclaré que « le musée est satisfait de la décision. » 
L'Anti-Defamation League, une ONG qui combat l'antisémitisme, a publié une déclaration selon laquelle elle « soutient pleinement l'inclusion dans le Mémorial du 11 septembre des poutres métalliques en forme de croix trouvées dans le décombres à Ground Zero à la suite des tragiques attentats du 11 septembre ». Dans la décision du tribunal de mars 2013, le juge Deborah Batts a estimé que « le premier amendement sépare l'église de l'État, mais pas la religion de la vie publique » et que « les athées américains préconisent une « séparation absolue de l'église et de l'État », qui semblerait appeler à une société dans laquelle les espaces publics sont entièrement zones sans religion. Mais la « séparation » poussée aussi loin n'est pas amie de la liberté religieuse. » De plus, « la juge de district américaine Deborah Batts a conclu (...) que la croix (...), qui est devenue un symbole spirituel pour les travailleurs de Ground Zero, n'équivaut pas à une approbation du christianisme ». Joseph Daniels, président-directeur général du Mémorial du 11 septembre, s'est félicité de la décision du tribunal de poursuivre l'exposition de la croix, déclarant qu'elle « est en fait un élément crucial du musée commémoratif du 11 septembre. » 
Fin juillet 2014, en rejetant une action en justice intentée par les athées dissidents qui ne voulaient pas que la croix soit exposée au mémorial, la Cour d'appel des États-Unis pour le deuxième circuit a statué que, étant « un symbole d'espoir » et « de nature historique », ces poutres en acier « n'ont pas intentionnellement fait de discrimination » contre les athées ,,,,. Cependant on ne sait pas si les athées américains, ou tout autre groupe athée, s'opposaient toujours à l'incorporation de la croix dans le musée au moment de leur procès en juillet 2014.

## Répliques
Une réplique a été installée sur la tombe du père Mychal Judge, un aumônier des pompiers de la ville de New York. Il s'agit de la première personne de la sécurité publique décédée lors de l'effondrement du World Trade Center . D'autres traverses ont été récupérées des décombres ; une a été donnée à un chapitre des Chevaliers de Colomb de Far Rockaway en 2004 . Une autre réplique de croix a été façonnée par des ferronniers à partir d'acier du Trade Center et installée à Graymoor, le siège de l'Upper West Side de la Society of the Atonement, un institut religieux des frères franciscains . La chapelle Saint-Paul à proximité, qui a survécu à la destruction et est devenue un refuge pour les survivants et les ouvriers du chantier, vend diverses répliques de la croix, notamment des épinglettes et des chapelets . La croix a même inspiré les ouvriers de "The Pile" à se faire tatouer .
Les pompiers de la ville de New York ont fait don d'un mémorial fait d'une croix en acier du World Trade Center et monté au sommet d'une plate-forme en forme de Pentagone au service d'incendie volontaire de Shanksville. Des centaines de pompiers à moto ont escorté les poutres de New York à Shanksville. Il a été installé à l'extérieur de la caserne des pompiers le 25 août 2008 .

## Dans la culture populaire
Un film documentaire intitulé The Cross and The Towers, sorti en 2006, raconte l'histoire de la croix du World Trade Center. Il a remporté le prix du public au Palm Beach International Festival, le prix du meilleur film au Gloria Film Festival, le Crystal Heart au Heartland Film Festival et a été finaliste aux USA Film Festival,,.
Dans le documentaire New York : 11 septembre on peut voir un certain nombre de pompiers, dont le père Mychal Judge.